# Calle del software libre

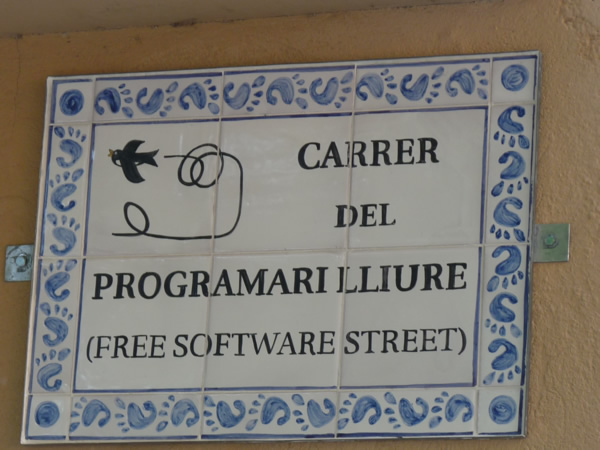
Placa de la calle del software libre.

La calle del software libre (en catalán: Carrer del Programari Lliure) es una calle de 300 metros en la ciudad de Berga, en la Provincia de Barcelona (España). Esta vía liga directamente las coordenadas geodésicas (42.097168° N ; 1.841567° W) y (42.096138° ; 1.839265° W), y fue oficialmente inaugurada el 3 de julio de 2010 por Richard Stallman, el fundador de la Free Software Foundation.

## Historia

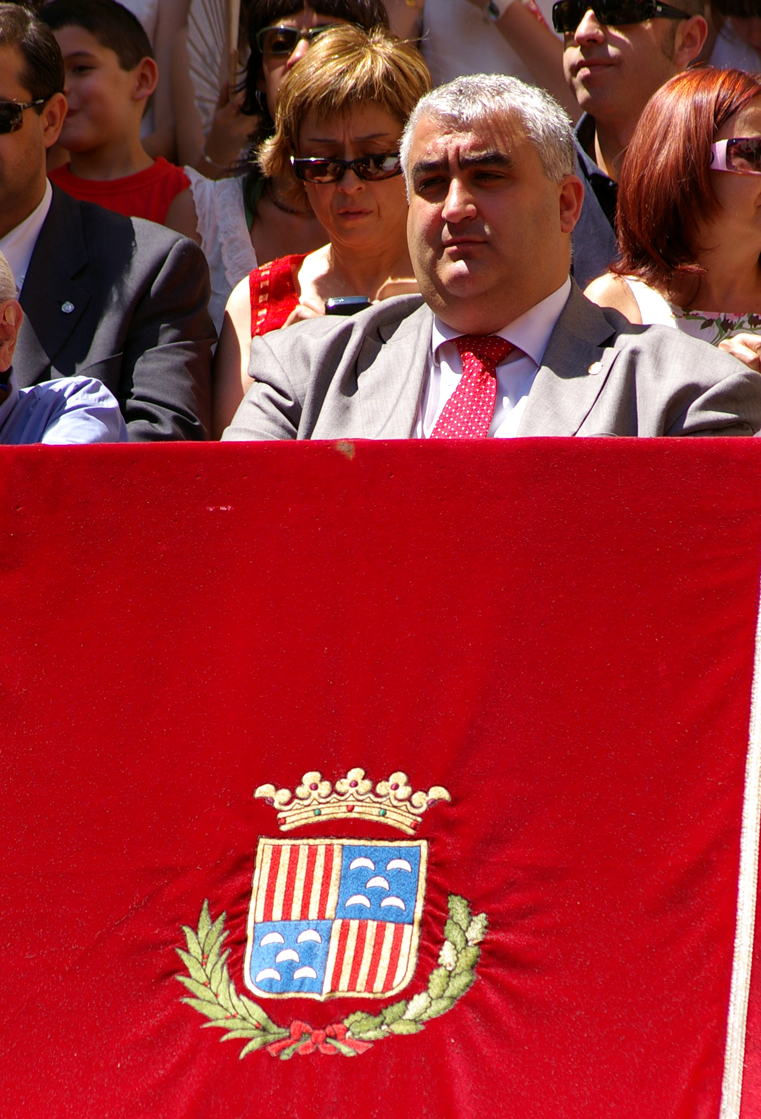
Juli Gendrau Farguell, Alcalde de Berga (Cataluña, España).

En el mes de junio del año 2009, Albert Molina, Xavier Gassó, y Abel Parera, se encargaban de las acciones preparatorias para la organización de la Primera Conferencia sobre Software Libre en Berga, y después de cumplido este evento, solicitaron al Consejo Municipal de nombrar una calle precisamente en honor y valoración del software libre. 
En enero del año 2010, durante la preparación de la siguiente conferencia a desarrollarse en el año 2010, Albert Molina y Xavier Gassó trataron de contactar a los representantes políticos, a efectos de dar impulso a la idea ya transmitida, invitando nada menos que a Richard Stallman a participar en los actos protocolares de estilo en estos casos.
Finalmente, el Consejo Municipal de Berga adoptó la resolución de llamar Carrer del Programari Lliure' (o sea, « calle del Software Libre ») a una calle de la citada ciudad.
El 3 de julio de 2010, a la hora 20:00, el alcalde de Berga, Juli Gendrau, junto a Richard Stallman, inauguraron formalmente esta calle.